# Adalbert Schnee
Otto Adalbert Schnee, né le 31 décembre 1913 et mort le 4 novembre 1982, est un militaire allemand, korvettenkapitän de la Kriegsmarine durant la Seconde Guerre mondiale. 
Il a commandé les U-Boote U-6, U60, U-121, U-201 et U-2511, avec lesquels il a coulé 90 847 tonneaux de navires. Il est le trente-septième as d'U-Boote de la Seconde Guerre mondiale. Il est décoré de la croix de chevalier de la croix de fer avec feuilles de chêne et de l'insigne de combat des U-Boote.